# فضل العماري
فضل بن عمار صالح العماري باحث وأكاديمي وناقد سعودي، ولد عام 1364هـ، يُدرس في قسم اللغة العربية في جامعة الملك سعود، وصدرت له الكثير من المؤلفات النقدية التي يركز فيها على الأدب العربي القديم وعلى الشعر الجاهلي، كما صدر له (موسوعة مواطن القبائل وطرق القوافل في الجزيرة العربية) في 14 مجلداً.

## التعليم
- بكالوريوس كلية الآداب جامعة الملك سعود، 1392هـ
- دكتوراه من جامعة إدنبرة في إسكتلندا عام 1984، موضوع رسالته «شعر تغلب».

## العمل
أستاذ اللغة العربية بكلية الآداب بجامعة الملك سعود.

## إصدارات
1. النظم الشفوي في الشعر الجاهلي، تأليف: جميز مونرو (ترجمة)، 1987.
2. حماد الراوية بين الوهم والحقيقة، 1996.[5]

1. الشعر والغناء في ضوء نظرية الرواية الشفوية، 1997.[6]

1. خلف الأحمر: الشاعر العالم، 1998.
2. ابن مقرب وتاريخ الإمارة العيونية في بلاد البحرين.
3. العلاقات الأدبية بين العرب واليهود، 2002.[7]

1. الدم المقدس عند العرب، 2004.
2. الأدب الجاهلي: أسسه وموضوعاته، 2005.[8]

1. التراث الشفوي للشعر الجاهلي، تأليف: مايكل زويتلر (ترجمة)، 2005.
2. تحليل القصائد: الطريقة والمنهج، 2007.[9]
3. كتابات غربية في تاريخ الشعر الجاهلي وشفويته، 2008.
4. تأصيل الشعر الجاهلي، مركز حمد الجاسر الثقافي، 2009م.
5. الحب عند العرب: دراسة في الشعر العربي القديم، 2010.[10]
6. الصعاليك: قراءة أخرى، مركز الملك فيصل للبحوث والدراسات الإسلامية، 2012.[11]
7. الذئب في الأدب العربي، 2012.
8. الأسس الموضوعية لدراسة الشعر الجاهلي، 2010.
9. موسوعة مواطن القبائل وطرق القوافل في الجزيرة العربية، (14 مجلد)، 2015.[3]
10. التاريخ السياسي الشفهي للجزيرة العربية قبل الإسلام، جامعة الملك سعود، 2016م.
11. إيقاع الشعر العربي في ضوء نظرية العياشي، جامعة الملك سعود، 2016م.[12]
12. طيء الجبلان: أجا وسلمى، كتاب المجلة العربية، 2017م.
13. الذئب في العلم والتاريخ، كتاب المجلة العربية، 2019م.
14. جازان موطن الأسود في الجزيرة العربية، كتاب المجلة العربية، 2019.[13]
15. المهدي: رؤية أدبية، دار جداول، 2019م.[14][2]
16. إضاءات على مواضع في الأحساء، كتاب المجلة العربية، محرم 1443 هـ / أغسطس 2021م.